# Ny Alliance
Ny Alliance var et dansk politisk parti, der blev stiftet den 7. maj 2007 af udbryderne MF Naser Khader og Anders Samuelsen fra Det Radikale Venstre samt Gitte Seeberg fra De Konservative. Det eksisterede indtil 28. august 2008, hvor det skiftede navn (og samtidig i høj grad politisk profil) til Liberal Alliance.
Ny Alliance blev betegnet som et midteroprør vendt mod blokpolitik og til fordel for en "borgerlig anstændighed", dvs. en integrations- og asylpolitik baseret på midterpartierne og ikke på Dansk Folkeparti. Partiet byggede efter eget udsagn på en blanding af socialliberalisme og socialkonservatisme.
Meningsmålinger viste i en periode en betydelig opbakning til Ny Alliance, men usikkerhed om partiets politik og en række uheldige sager under valgkampen 2007 gav partiet et noget dårligere resultat, end dets tilhængere havde håbet, idet partiet fik 2,8 % af stemmerne og fem mandater.
Efter valget opstod der snart intern uenighed om partiets placering i dansk politik. Da partiet i januar 2008 valgte at sikre VK-regeringens fortsatte eksistens i en sag om asylansøgere, fik det Gitte Seeberg til at forlade folketingsgruppen og partiet den 29. januar 2008. En uge efter skiftede folketingsmedlemmet Malou Aamund til partiet Venstre, og den 24. juni 2008 blev folketingsmedlemmet Jørgen Poulsen ekskluderet af folketingsgruppen.
I løbet af foråret og sommeren 2008 fremstod Anders Samuelsen i stigende grad som partiets stærke mand, og partiets politik og profil blev omlagt fra at være et borgerligt midterparti til et part med en meget stærk økonomisk liberal profil med vægt på skattelettelser og mindre offentlig indblanding i økonomien. Den 28. august 2008 blev transformationen fuldbyrdet, da partiet foretog navneskift fra Ny Alliance til Liberal Alliance og samtidig vedtog et nyt politisk program.
Ny Alliance anvendte partibogstavet Y ved det eneste folketingsvalg, hvor det stillede op. Samtidig med navneskiftet til Liberal Alliance skiftede partiet også bogstav til I.
Partiet havde sin egen ungdomsorganisation, Ung Alliance, der blev stiftet i februar 2008. Efter moderpartiets politiske og navnemæssige skift blev ungdomsorganisationen tilsvarende omdannet til Liberal Alliances Ungdom.

## Historie

### Opstart
Partiet blev stiftet den 7. maj 2007 under navnet Ny Alliance af folketingsmedlem, Naser Khader, og europaparlamentarikeren Anders Samuelsen, der begge forlod Det Radikale Venstre, sammen med europaparlamentarikeren Gitte Seeberg, der forlod Det Konservative Folkeparti. Naser Khader var fra begyndelsen partiets leder. Det erklærede formål var at skabe et borgerligt midterparti med socialliberale og socialkonservative værdier og at mindske Dansk Folkepartis indflydelse. Ifølge flere medier skyldtes Naser Khaders brud med de radikale lang tids utilfredshed med Det Radikale Venstres konsekvente afvisning af et samarbejde med Anders Fogh Rasmussen. Gitte Seebergs begrundelse for at forlade De Konservative var frem for alt utilfredshed med det tætte samarbejde med Dansk Folkeparti. På pressemødet ved partiets stiftelse udtalte hun det senere berømte citat: "Baggrunden for min beslutning er blandt andet, at jeg føler, at samarbejdet med Dansk Folkeparti er blevet for meget. Nok er nok." 
Ny Alliance oplevede fra begyndelsen en stor medvind i meningsmålingerne. Den 11. maj viste en måling således, at partiet ville få 22 mandater i Folketinget, hvis der var valg den dag. Partiet fik også stor tilgang af nye medlemmer, og flere kendte personer og lokal- og landspolitikere fra andre partier sluttede sig til det. Den 10. maj tilsluttede folketingsmedlemmet Leif Mikkelsen fra Venstre sig partiet, og den 11. august samme år forlod folketingsmedlem Inge-Lene Ebdrup ligeledes Venstre for at tilslutte sig Ny Alliance.
Partiet afleverede den 25. juni 2007, halvanden måned efter lanceringen, 21.516 underskriftet til Indenrigsministeriet, som gjorde det muligt at opstille ved næste folketingsvalg. Kravet var 19.185 gyldige underskrifter (1/175 af stemmerne ved sidste folketingsvalg, svarende til et mandat).
Forfatteren Kristian Ditlev Jensen, der kort efter partiets oprettelse meldte sig som støtte, blev ansat til at udvikle og formulere et partiprogram. 30. august 2007 offentliggjorde Ny Alliance sit program, som indeholdt en lang række politiske hensigtserklæringer, bl.a. lavere skat, dyrere bilkørsel, højere udviklingsbistand, lukning af asylcentre, obligatorisk solenergi i nye huse, afskaffelse af EU’s landbrugsstøtte, støtte til Tyrkiets medlemskab af EU, lavere moms på sunde fødevarer, højere afgifter på cigaretter og spiritus samt tolv års skolepligt. Naser Khader ville ved præsentationen af programmet ikke foretage en egentlig prioritering af partiets mange forslag, men understregede dog, at der især på asylpolitikken skulle ske markante ændringer, hvis Ny Alliance skulle støtte en regering efter et valg.

### Folketingsvalget 2007
I løbet af sommeren mistede partiet pusten i meningsmålingerne, men i løbet af efteråret steg opbakningen igen. Derfor så det umiddelbart godt ud, da statsminister Anders Fogh Rasmussen udskrev folketingsvalg til afholdelse den 13. november. Partiet opstillede en række kendte personligheder til valget 13. november 2007. Udover partistifterne og partiets to øvrige folketingsmedlemmer gjaldt det således Dansk Røde Kors' generalsekretær Jørgen Poulsen, erhvervsmanden Lars Kolind, Kristian Ditlev Jensen, den tidligere radikale kulturminister Ebbe Lundgaard, direktør i Rådet for Større Færdselssikkerhed René la Cour Sell samt salgschefen Malou Aamund.
Valgkampen blev dog en hård og uskøn affære for det nye parti. Naser Khader blev under valgkampen beskyldt for at have benyttet sig af sort arbejde, og problemer med at forklare partiets skattepolitik og udmeldinger om en dronningerunde, der skabte forvirring om, hvem partiet ønskede som statsminister, blev gjort til symbol på Khaders politiske mangler. Sammen med flere andre folketingskandidaters enegang med udmeldinger under valgkampen fik det en aviskommentator til at betegne partiets kandidater som "storbytosser" - en betegnelse, som kom til at hænge ved partiet det kommende stykke tid.
Ved folketingsvalget 2007 opnåede partiet derfor kun 2,8 % af stemmerne, hvilket gav fem mandater - en skuffelse i forhold til forventningerne og meningsmålingerne under partiets opstart. Der var genvalg til Naser Khader, og han fik følge af begge de to medstiftere, Anders Samuelsen og Gitte Seeberg. Derudover blev Jørgen Poulsen og Malou Aamund valgt ind. Ingen af de to folketingsmedlemmer, der var skiftet fra Venstre til Ny Alliance, opnåede valg.
VK-regeringen kunne lige akkurat fortsætte med parlamentarisk flertal med Dansk Folkeparti, så Ny Alliance fik ikke den rolle som tungen på vægtskålen, som mange havde forventet før valget. Det ændrede sig dog hurtigt, da den tidligere leder af Det Konservative Folkeparti, Pia Christmas-Møller, tre uger efter folketingsvalget forlod sit parti og blev løsgænger i vrede over at blive fyret fra posten som politisk ordfører. Dermed havde regeringen og dens støtteparti Dansk Folkeparti ikke længere 90 mandater bag sig.

### Asylsagen
Den afgørende prøveklud for det nye parti blev asylsagen. Under valgkampen havde Ny Alliance lagt meget vægt på et valgløfte om en ændret asylpolitik, ikke mindst om en lempeligere kurs overfor børnefamilierne i asylcentre. 16. januar 2008 indgik regeringen en snæver aftale med Dansk Folkeparti om, at afviste asylansøgere med børn kunne flytte væk fra asylcentrene efter 3-4 år. Oppositionen ville imidlertid gerne give børnefamilierne lov til at flytte i almindelige boliger hurtigere. Pia Christmas-Møller lavede et alternativt forslag, der med opbakning fra oppositionspartierne og de grønlandske mandater ville kunne bringe regeringen i mindretal i sagen. Sagen udviklede sig til en nervekrig, hvor Anders Fogh Rasmussen truede med at udskrive nyvalg - hvilket ifølge meningsmålingerne ville medføre, at Ny Alliance ville ryge ud af Folketinget igen. Den 23. januar, dagen inden afstemningen i Folketinget, indgik Ny Alliance en aftale med regeringen og Dansk Folkeparti, der betød, at flertallet mod asylaftalen forsvandt, uden partiet fik opfyldt sit ønske om konkrete lempelser i asylpolitikken.
Herefter brød partiet reelt sammen. Meningsmålingerne viste, at Ny Alliance ville glide ud af Folketinget ved et nyvalg, og den 29. januar forlod folketingsmedlem og partistifter, Gitte Seeberg, partiet for at blive løsgænger, samtidig med hun udtrykte skuffelse over, at partiet havde forladt det grundlag, det blev skabt på. Præcis en uge efter, den 5. februar, forlod også Malou Aamund partiet og tilsluttede sig Venstres folketingsgruppe. Hermed havde VK-regeringen sammen med Dansk Folkeparti genvundet sit flertal i Folketinget, og Ny Alliance havde på ny mistet sin position som tunge på vægtskålen.

### Omdannelse til Liberal Alliance
I foråret 2008 forsøgte man at styrke partiet ved at dele ledelsesposterne ud på flere personer, samtidig med den politiske linje blev mærkbart ændret. Den socialkonservative del af partiet vurderedes stort set at være forsvundet sammen med Gitte Seeberg, mens Anders Samuelsen i februar udtalte, at partiet nok var Folketingets mest liberale parti og stod til højre for Venstre på den traditionelle højre-venstre-skala. Samuelsen blev i stigende grad betragtet som partiets stærke mand. I marts blev han udnævnt til partiets første politiske ordfører, hvor han straks meddelte, at "den liberale speeder skal bankes i bund". Ved partiets første landsmøde i maj 2008 blev Leif Mikkelsen valgt som landsformand for partiorganisationen. Naser Khader fortsatte foreløbig som politisk leder og gruppeformand.
Vælgertilslutningen til partiet faldt dog fortsat og var den 15. juni 2008 i en meningsmåling nede på 0,2%.
Efter flere offentlige diskussioner mellem de to tilbageværende partistiftere, Naser Khader og Anders Samuelsen, på den ene side og folketingsmedlem Jørgen Poulsen på den anden side blev sidstnævnte den 24. juni ekskluderet af Ny Alliances folketingsgruppe, hvorefter han fem dage senere meldte sig ud af partiet. Jørgen Poulsen havde kritiseret Ny Alliances euro-nej, lagt luft til Anders Samuelsens nye superliberale linje og afvist, at Dansk Folkeparti ikke længere var partiets direkte modstander i dansk politik. Efter en kort periode som løsgænger blev han medlem af Det Radikale Venstres folketingsgruppe den 11. august samme år. Naser Khader og Anders Samuelsen var dermed de to eneste tilbageværende folketingsmedlemmer for partiet.
I juli 2008 meldte direktøren for Saxo Bank, milliardæren Lars Seier Christensen, sig ind i Ny Alliance for at bidrage i arbejdet med den nye, klart liberale profil. Ved samme lejlighed stillede han flere penge i udsigt til partiet udover den million kr., som Saxo Bank året inden havde givet Ny Alliance, især på grund af partiets støtte til skattelettelser.
Ved partiets sommergruppemøde i august 2008 præsenterede man en række nye forslag, der endegyldigt skulle fastslå partiets nye og ændrede rolle som et liberalt parti. Oplægget til de nye ideer blev præsenteret for hovedbestyrelsen af Lars Seier Christensen. Det gjaldt forslag om at afskaffe topskatten og mellemskatten og sænke selskabsskatten, hæve pensionsalderen til 67 år, og begrænse adgangen til dagpenge, førtidspension og efterløn for at øge arbejdsudbuddet. Effektivisering af den offentlige sektor, mere frihed og færre regler for virksomhederne og åbning af grænserne for indvandring var andre forslag. Samtidig luftedes tankerne om at ændre partiets navn. Den 28. august blev navneskiftet og transformationen til den nye profil i form af Liberal Alliance fuldendt.

## Medlemmer af Folketinget ved valget i 2007
- Naser Khader
- Anders Samuelsen
- Gitte Seeberg (udmeldt pr. 29. januar 2008.[38] Forlod Folketinget 1. september 2008, hvor hun blev erstattet af sin suppleant Villum Christensen.)
- Malou Aamund (udmeldt pr. 5. februar 2008)[39]
- Jørgen Poulsen (ekskluderet af folketingsgruppen pr. 24. juni 2008, udmeldt pr. 30 juni)[40]